# Aïcha
Aïcha è un singolo del cantante algerino Khaled, pubblicato nel 1996 come primo estratto dal settimo album in studio Sahra.

## Descrizione
La canzone parla di una donna che gli passa accanto senza neanche uno sguardo, malgrado il fatto che lui le abbia offerto di tutto e di più: perle, gioielli, oro, frutti pregiati e la sua stessa vita. Lui le promette di cancellare le sue lacrime, di farle dimenticare ogni dispiacere, le dice che niente sarà troppo bello per lei. La supplica di non andarsene, le promette poemi, musiche celestiali, perfino i raggi del sole. 
Lei risponde: "tieniti per te i tuoi tesori, io valgo molto di più. Le sbarre di una gabbia sebbene di oro, sono pur sempre sbarre. Voglio gli stessi diritti che hai tu, voglio il rispetto ogni giorno, voglio il tuo amore". 
Aïcha è un nome arabo, molto diffuso nei paesi del Nord Africa e nei paesi musulmani in generale.

## Successo commerciale
Il singolo ottenne successo a livello europeo.

## Classifiche
| Classifica (2006) | Posizione massima |
| ----------------- | ----------------- |
| Italia            | 5                 |

### Classifiche di fine anno
| Classifica (2006) | Posizione |
| ----------------- | --------- |
| Italia            | 76        |

## Cover
Numerosi artisti internazionali hanno eseguito una cover del brano tra cui gli Outlandish nel 2002.

### Versione degli Outlandish
Il gruppo musicale danese Outlandish ha fatto una cover del brano nel 2002 e l'ha inserita nel secondo album in studio Bread & Barrels of Water.